# Samfowlerita
La samfowlerita és un mineral de la classe dels silicats. Va ser anomenada en honor de Samuel Fowler (1779-1844), propietari de les mines de zinc i ferro de Franklin, Nova Jersey, es va convertir en un destacat mineralogista que va descobrir diverses varietats de minerals rars, principalment diversos minerals de zinc.

## Característiques
La samfowlerita és un sorosilicat de fórmula química CCa14Mn3+
3Zn₂Be₂Be₆Si14O52(OH)₆. Cristal·litza en el sistema monoclínic en forma de cristalls de fins a 0,05 mm que poden estar agrupats. La seva duresa a l'escala de Mohs és d'entre 2,5 a 3.
Segons la classificació de Nickel-Strunz, la samfowlerita pertany a «09.BF - Sorosilicats amb grups barrejats de SiO₄ i Si₂O₇; cations en coordinació tetraèdrica [4] i major coordinació» juntament amb els següents minerals: harstigita, davreuxita i queitita.

## Formació i jaciments
La samfowlerita va ser descoberta a la mina Franklin, Franklin, al comtat de Sussex (Nova Jersey, Estats Units) en cavitats en wil·lemita-franklinita-andradita granula en un dipòsit estratificat i metamorfosat de zinc.